# キングストン大学
キングストン大学（キングストンだいがく、英語: Kingston University, 略称Kingston, KUL）は、イギリス・南西ロンドンのキングストン・アポン・テムズ区にある公立の研究大学である。Times Higher Education World University Ranking 2022では、世界第801-1000位。QS World University Rankingでは世界第581-590位とされた。ルーツとなった教育機関は1899年に創立されているが、大学となったのは、1970年にキングストン・ポリテクニックになった後、1992年に認可されたときのことである。キャンパスはキングストンとローハンプトンにある。5つの学部には学部・大学院レベルの多様な学科が設けられており、継続教育プログラムも提供している。

## 歴史
キングストンは1899年にキングストン工科学校（Kingston Technical Institute）として創立された。1930年、キングストン美術学校が分離し、後にキングストン美術大学（Kingston College of Art）になった。キングストンは1957年に地域工科大学（Regional College of Technology）として教育省に認可された。1970年、美術大学と再統合し、キングストン・ポリテクニック（Kingston Polytechnic）になり、17学科の学位レベル課程を含む34学科を持つ学校になった。
その後、国内35校のポリテクニックに「大学」のステータスを与えた1992年の継続教育・高等教育法（Further and Higher Education Act 1992）により大学認可を受けた。1993年、キングストンはローハンプトン・ヴェイルキャンパスを設け、1995年にはドリッチ・ハウスを取得した。

## キャンパス

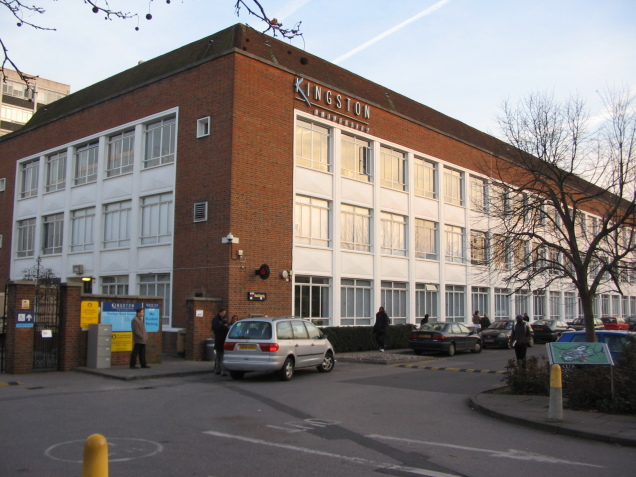
本部棟、ペンリン・ロードキャンパス

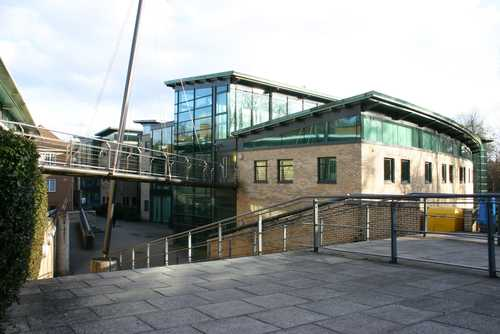
キングストン・ヒルキャンパス

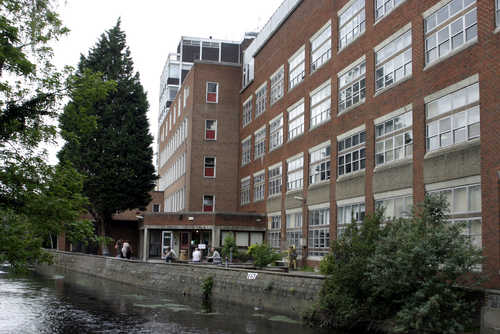
ナイツ・パークキャンパス

- ペンリン・ロード

- キングストン・ヒル

- ナイツ・パーク

- ローハンプトン・ヴェイル

## 学科構成
教育・研究は5つの学科にて行われている。
- 美術・デザイン・建築学部 (Faculty of Art, Design and Architecture)
- 芸術・社会科学部 (Faculty of Arts and Social Sciences)
- ビジネス・法学部 (Faculty of Business and Law)
- 健康・ソーシャルケア・教育学部 (Faculty of Health and Social Care and Education)
- 理・工・計算機学部 (Faculty of Science, Engineering and Computing)

## 同窓生

### 撮影
- ベン・バーンズ（Benjamin Thomas Barnes, 1981年8月20日 - ）は、イギリスの俳優。[7],[8],[9].

### 音楽
- エリック・クラプトン（英語: Eric Patrick Clapton, CBE、1945年3月30日 - ）は、イングランドのミュージシャン、シンガーソングライター。[10]
- イーソン・チャン（陳奕迅、Eason Chan，1974年7月27日－）は、中華圏で絶大な人気を誇る香港出身の歌手、俳優。広東語の発音はChan Yik-shun。1996年にアルバム『陳奕迅』でデビュー。[11],[12].
- ジョン・レンボーン（John Renbourn、1944年8月8日 - 2015年3月26日）は、イギリスのギタリストであり作曲家.[13][14]

### 建築
- デイヴィッド・チッパーフィールド CBE RA RDI（Sir David Alan Chipperfield、1953年12月18日生）は英国ロンドン出身の建築家。ロンドン、ベルリン、ミラノに事務所を構え、上海にも駐在員事務所がある。[15],[16].
- ジャスパー・モリソン（Jasper Morrison, 1959年 - ）は、ロンドン出身のプロダクトデザイナーである『家 家の話をしよう』　株式会社良品計画、2007年、140-141頁。[17],[18].

### スポーツ
- ローレンス・ダラーリオ（Lawrence Dallaglio、1972年10月10日 - ）は、イングランド・ロンドン出身のラグビー選手である。ポジションはナンバーエイト。ロンドン・ワスプス所属。[19]
- グレアム・ル・ソー (Graeme Le Saux、1968年10月17日 - ) は、イギリス・ジャージー島出身の元サッカー選手。ポジションはDF。[20]